# Rétrofutur

Rétrofutur est un jeu de rôle français édité par Multisim en 2002. Entre la Science-fiction, le polar années 1950 et le paranormal, il propose de jouer des résistants dans un monde étrange et dangereux.

## L’univers
Le monde de Rétrofutur se base sur des années 1950 revisitées, les « twisted 50's » où il n’existe plus d’États, mais seulement des agences bureaucratiques spécialisées gouvernant la vie des administrés dans ses moindres aspects.
Ces transformations sont dues au contact, un siècle auparavant, de l’humanité avec les Étrangers, qui lui ont offert une nouvelle technologie pour pouvoir les accueillir.
Mais à côté de ce système huilé, des contre-pouvoirs puissants se sont développés : mafias, terroristes, marginaux et résistants. Résistants qu’incarnent les joueurs, et qui combattent à la suite de Jean Moulin ou d'Einstein, les mensonges distillés par les agences. Ces héros évoluent dans cet univers urbain violent, oppressant, aliénant qui semblent également marqué par l'apparition de phénomènes paranormaux.

## Le système
À la création, le joueur choisit la faction (Agences, Mafias, Terroristes, Égarés) et l'organisation (Agence de la Paix, Cosa Nostra, Brigade Atlantis, Rêveurs…) dont il est issu, et la raison qui l'a fait rejoindre la Résistance. Parallèlement à ce choix, le joueur a aussi la possibilité de faire de son personnage un non-A, un médium en prise avec le paranormal.
L’originalité vient du fait que les capacités du personnage sont représentées par des verbes et non des chiffres auxquels sont associés des domaines. Ainsi pour réussir une action, le joueur construit une phrase en essayant d'utiliser ses compétences et des domaines. On compare alors le nombre de mots pertinents utilisés à un niveau de difficulté, pour avoir le score à atteindre avec un D10.
Enfin l’Ubik, élément clé du système : c’est un récipient commun où les joueurs peuvent glisser des « substances morts » dans les situations où ils sont fragilisés. Le MJ a la possibilité de piocher de la substance mort et impose alors à un PJ une hallucination. L’Ubik mesure ainsi la dégradation de l’univers, et induit que les héros sont perdus dans la réalité.

## Les parutions
Gamme principale
- Rétrofutur : le Livre de base
- Écran
- Premières Résistances (recueil de scénarios)

Suppléments de règles et de contexte en français
- Les Agences
  - Dossiers de la Résistance : Air America
  - Dossiers de la Résistance : Bluesky
  - Dossiers de la Résistance : Cuisine de Tante Michèle
  - Dossiers de la Résistance : Fournisseur
  - Dossiers de la Résistance : Légion
  - Dossiers de la Résistance : Némo
  - Dossiers de la Résistance : Verdad!
  - Dossiers de la Résistance : Whisper
  - Dossiers de la Résistance : Brume

- Romans
  - Opération UTOPIE (Aut.Tristan Lhomme, Ed. Mnémos Univers)
  - Europole : Guide de résistance dans les titanopoles rétrofuturiste (Aut. Jérôme Noirez, Illus. Aurélien Police, Ed. Mnémos)